# Le Dauphiné libéré
Le Dauphiné libéré es un periódico de la prensa escrita regional francesa.
La sede (centro de prensa e impresión de las distinas ediciones) está situada en Grenoble, en Veurey-Voroize. Está en el origen de la creación de la Agence d'informations générales, locales, économiques et sportives (AIGLES, Agencia de Informaciones Generales, Locales, Económicas y Deportivas).
Su área de distribución se concentra en los departamentos franceses de Isère, Saboya, Alta Saboya, Drôme, Ardèche, Altos Alpes, Ain (Pays de Gex), Vaucluse (Vaucluse matin), así como en el valle del Ubaye en los Alpes de Alta Provenza. Toma su nombre de la antigua región del Delfinado (Dauphiné).